# 千葉茂 (俳優)
千葉 茂（ちば しげる、1957年10月13日 - ）は、日本の俳優。東京都出身。東京俳優生活協同組合所属。身長171cm。体重75kg。血液型はO型。
俳協養成所の4期生である。

## 出演

### テレビドラマ
- 池中玄太80キロ
- 太陽にほえろ!
- 渡る世間は鬼ばかり
- はみだし刑事情熱系
- 機動刑事ジバン
- 火の航跡（1978年、フジテレビ）
- 大江戸捜査網 第413話「白い肌に咲く牡丹の刺青」（1981年、テレビ東京 / 三船プロ）
- スーパー戦隊シリーズ
  - 太陽戦隊サンバルカン 第32話「顔泥棒を逮捕せよ」（1981年、テレビ朝日） - 先生 役
  - 科学戦隊ダイナマン 第28話「人形人間を救え!」（1983年、テレビ朝日） - まゆみの父 役
  - 超力戦隊オーレンジャー 第22話「合体㊙（まるひ）指令!!」（1995年、テレビ朝日） - サトルの父 役
  - 電磁戦隊メガレンジャー 第7話「ナンなの?おっかけ迷惑娘」（1997年、テレビ朝日） - 天文台所長 役
- 私鉄沿線97分署 第79話「壁をスイスイ!ヤモリ男の謎!?」（1986年、テレビ朝日） - カメラ店主人 役
- 銭形平次 第7話（1987年、日本テレビ）
- 連続テレビ小説（NHK）
  - チョッちゃん（1987年）
  - ひまわり（1996年）
  - 天うらら（1998年）
- 特警ウインスペクター 第48話「特警を壊滅せよ!」（1991年、テレビ朝日） - 竜馬の父 役
- 凪の光景（1992年4月 - 6月、東海テレビ / 東宝）
- 法医学教室の事件ファイル 第4話（1992年、テレビ朝日）
- 星の金貨（1995年、日本テレビ）
- ウルトラマンダイナ 第2話「新たなる光（後編）」（1997年、MBS / 円谷プロ） - アナウンサー役
- 徳川慶喜（1998年、NHK）
- ハルモニア この愛の涯て（1998年、日本テレビ）
- 物書同心いねむり紋蔵（1998年、NHK）
- ラブとエロス（1998年、TBS）
- TEAM（1999年、フジテレビ）
- 葵 徳川三代（2000年、NHK） - 増田盛次 役
- 松本清張特別企画・わるいやつら（2001年、テレビ東京 / BSジャパン） - 横武康男 役
- 恋文 〜私たちが愛した男〜（2003年、TBS）
- 金曜エンタテイメント「事件調査員 南条真琴 東京〜摩天崖殺人事件」（2005年2月25日、フジテレビ）
- 警部補 矢部謙三 第1話（2010年4月9日、テレビ朝日）

### 映画
- 小説吉田学校（1983年） - 田中六助 役

### 舞台
- 越前竹人形
- 無縁坂の女

### その他
- 美の巨人たち（2006年ほか、テレビ東京）